# Arben Bajraktaraj

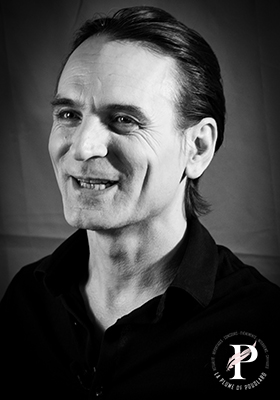
Arben Bajraktaraj

Arben Bajraktaraj (* 29. Januar 1973 in Isniq (heute Kosovo)) ist ein französisch-albanischer Schauspieler.

## Leben
Bajraktaraj spielte in französischen, aber auch internationalen Kinofilmen kleinere Nebenrollen, so etwa in Eden Log oder Sex Traffic. Seine bisher größten Rollen hatte er vor allem als Darsteller von albanischen Mafia-Funktionären in Filmen wie 96 Hours oder Verso. Zudem wurde er durch seine Rolle als Todesser Antonin Dolohow in den Harry-Potter-Filmen bekannt. Er arbeitete während seiner Filmkarriere bereits mit zahlreichen Regisseuren wie Gérard Pirès, Xavier Ruiz, Tony Gatlif oder Pierre Morel zusammen.

## Filmografie (Auswahl)
- 2000: La mécanique des femmes
- 2004: Sex Traffic
- 2005: Sky Fighters
- 2007: Harry Potter und der Orden des Phönix (Harry Potter and the Order of the Phoenix)
- 2007: Eden Log
- 2008: 96 Hours (Taken)
- 2009: Verso
- 2010: Korkoro
- 2010: Von Menschen und Göttern (Des hommes et des dieux)
- 2010: Sarahs Schlüssel (Elle s’appelait Sarah)
- 2010: Harry Potter und die Heiligtümer des Todes – Teil 1 (Harry Potter and the Deathly Hallows – Part 1)
- 2010: Engrenages (Fernsehserie, 10 Folgen)
- 2012: To Redemption
- 2013: Joséphine
- 2015: Call My Agent! (Dix pour cent, Fernsehserie, eine Folge)
- 2016: Die Super-Cops – Allzeit verrückt! (Raid dingue)
- 2016: Profiling Paris (Profilage, Fernsehserie, 1 Folge)
- 2017: Missions (Fernsehserie)
- 2018: Ein Licht zwischen den Wolken (Streha mes reve)
- 2018: Nicky Larson – City Hunter (Nicky Larson et le parfum de Cupidon)
- 2019: Drei Tage und ein Leben (Trois jours et une vie)
- 2021: Die purpurnen Flüsse (Les rivières pourpres, Fernsehserie, 2 Folgen)
- 2023: Pandemonium – die Hölle kenn keine Vergebung[2]
- 2024: Canary Black
- 2024: Survive – Gestrandet im Ozean (Survivre)